# Afrikapaleis

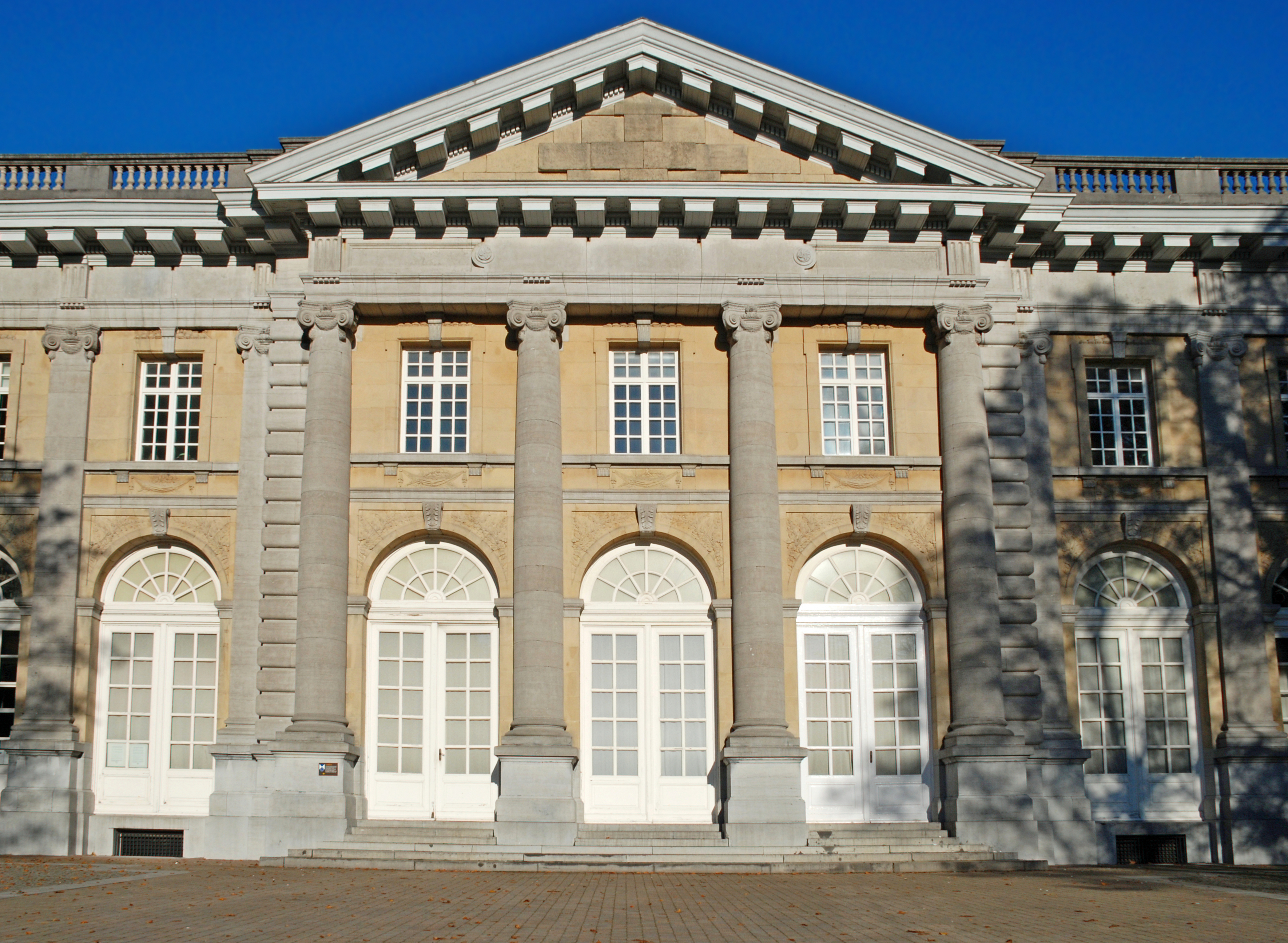

Het Afrikapaleis (tot 2018 Koloniënpaleis of Paleis der Koloniën genoemd) is een gebouw in het Belgische Tervuren, op het einde van de Tervurenlaan aan het Park van Tervuren en het AfricaMuseum. 

## Geschiedenis
Op de plek van het Afrikapaleis stond voorheen het zomerpaviljoen van prins Willem, waarin Charlotte van Mexico een tijdlang verbleef. Het paviljoen was afgebrand op 3 maart 1879. Het Koloniënpaleis werd in 1897 gebouwd in opdracht van Leopold II naar plannen van architect  Alfred-Philibert Aldrophe om er de eerste Kongotentoonstelling (koloniaal deel van de Wereldtentoonstelling van 1897) in op te stellen. Aan de achterkant vindt men het gebinte dat door Georges Hobé voor de tentoonstelling van 1897 was gebouwd. In 1898 werd het eerste Musée du Congo er in ondergebracht, een museum en een wetenschappelijke instelling voor de verspreiding van koloniale propaganda en ondersteuning van koloniale activiteiten van België. Het kreeg de naam Koloniaal Museum van Tervuren en verhuisde in 1910 naar een nieuw gebouw in de buurt, waar de instelling nog steeds gevestigd is onder de naam AfricaMuseum. Bij de vernieuwingsoperatie van het museum in 2018 werd het ‘Koloniënpaleis’ omgedoopt tot ‘Afrikapaleis’. Het is een feestzaal en evenementenlocatie.

## Afbeeldingen

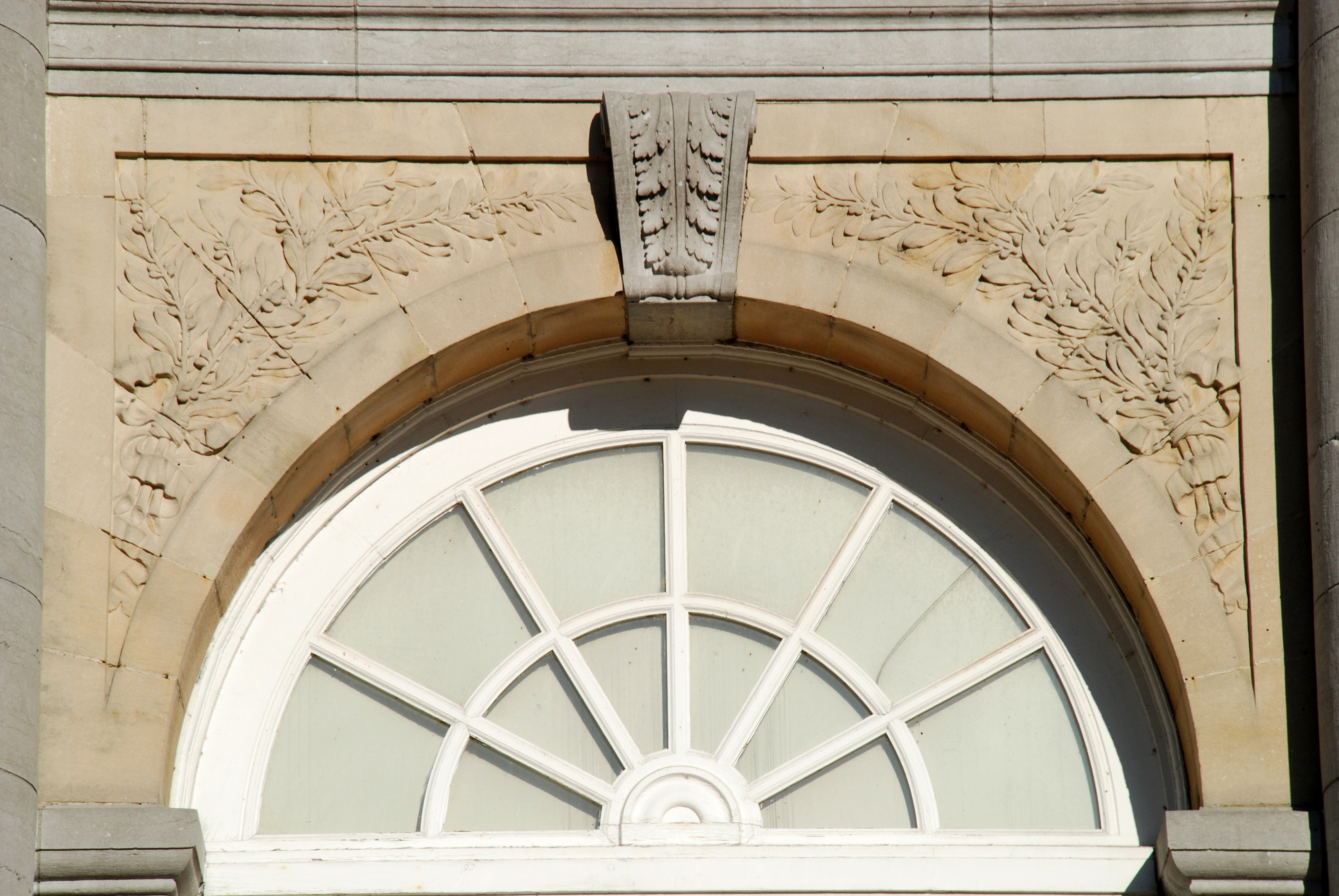
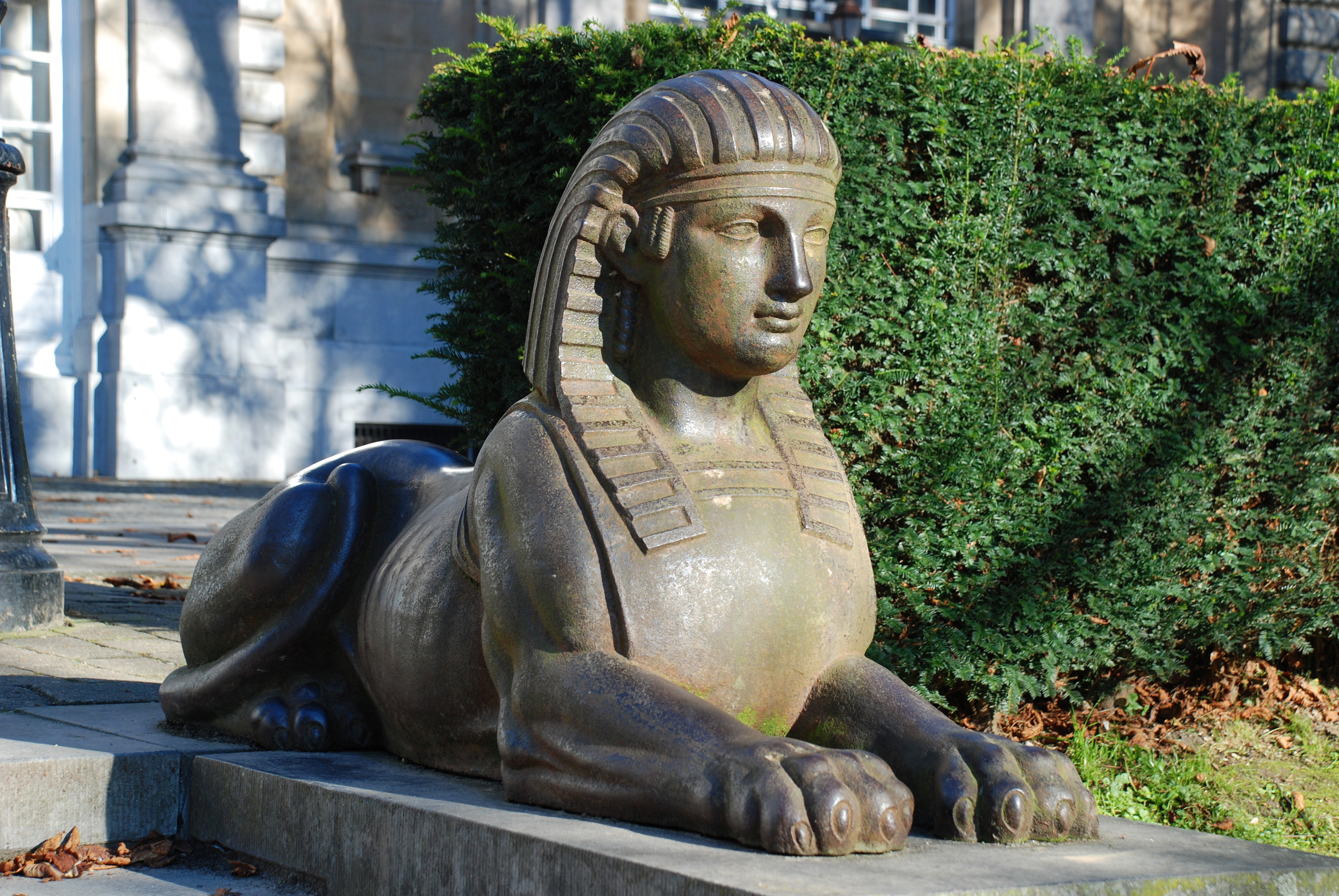
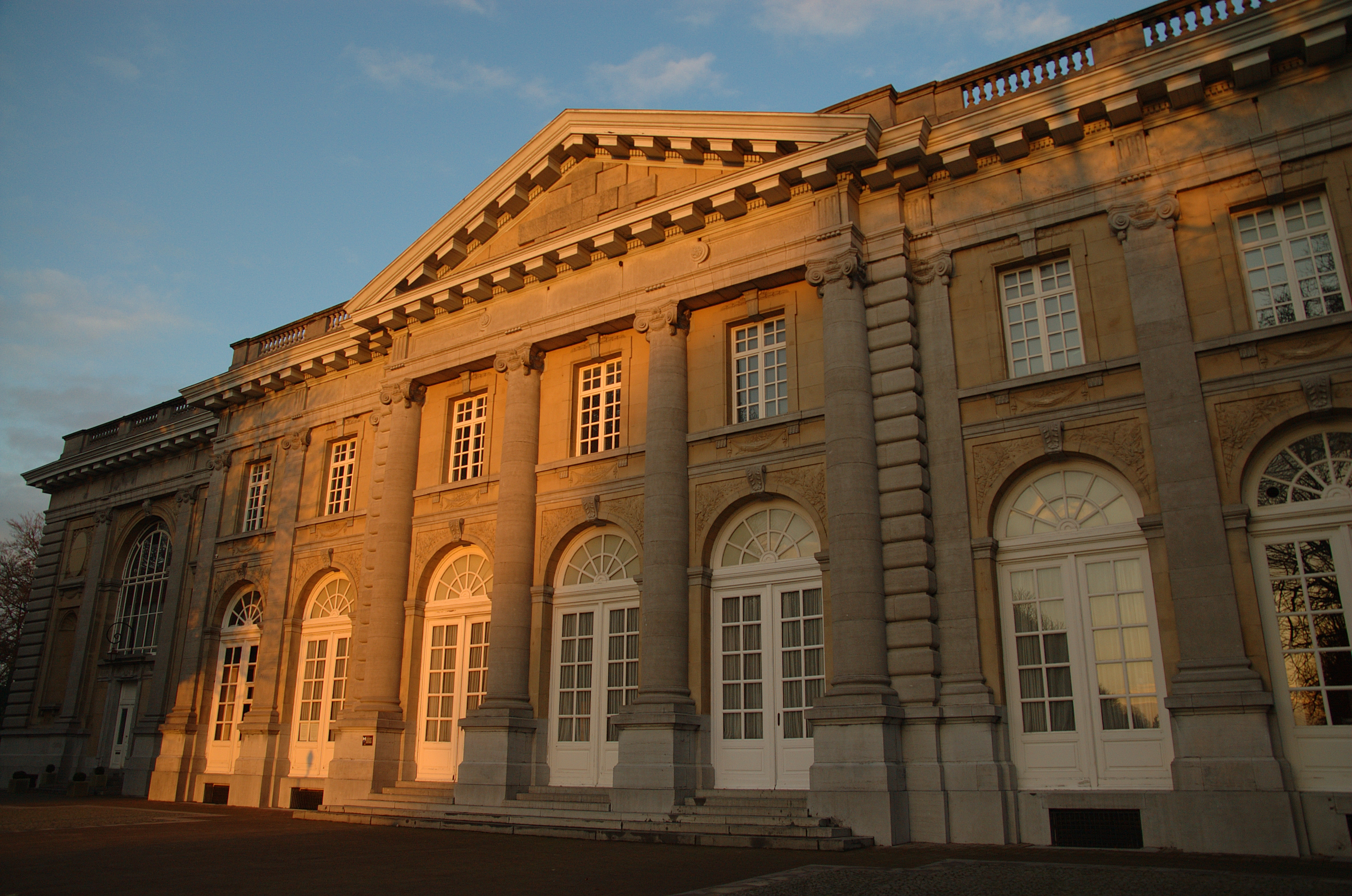